# ジェシカ法
ジェシカ法（ジェシカほう、Jessica's Law）は、2005年にアメリカ合衆国フロリダ州において制定されたのを皮切りに各州で採用されている、性犯罪の被害者を保護し、性犯罪者の再犯の能力を減らすための法律の通称である。連邦議会でも取り入れる動きがあったが、議会での承認は得られなかった。

## 概要
この法律の名前の由来となったのは、2005年2月に誘拐、強姦、殺人によって死亡したジェシカ・ランスフォードという9歳の少女である。ジェシカは深夜に自宅から誘拐され、複数回強姦された末にバッグに詰められて地面深くまで生き埋めにされた。発見時の遺体は腐敗が著しく、バッグからは最期までもがいた跡と見られる白骨化した二本の指だけが出ていると言う酸鼻を極める状態であった。
その後、市民の声に押される形でフロリダ州は、12歳以下の児童に対する性的虐待に対し、25年以上の禁固刑の規定を設けた。さらに、18歳以上の者に対しては、前期の刑に加え、生涯に渡る電子機器を用いた監視を行う。性的虐待とは被害者の胸部、性器、臀部等に直接、あるいは衣服の上から触れる事、また脅迫等の手段を用いてこれを強いることを指す。
フロリダ州における性的暴行については、18歳以上の者による、12歳以下の児童に対する、口腔、肛門、性器などに対する暴行、あるいは性玩具等を用いた行為も含める。ただし、医療等の正当性のある場合はこの限りではない。また、性的暴行に対しては仮釈放なしの終身刑が言い渡される。